# Lettres à un jeune poète
Cet article concerne une œuvre littéraire de Rainer Maria Rilke. Pour la lettre de Virginia Woolf, voir Lettre à un jeune poète.
Lettres à un jeune poète (Briefe an einen jungen Dichter en allemand) est une œuvre littéraire de Rainer Maria Rilke parue pour la première fois en 1929 chez Insel à Leipzig.
Ces dix lettres sont adressées par le poète, entre 1903 et 1908, à un jeune homme qu'il ne connaît pas, Franz Xaver Kappus, cadet à l'école militaire de l'Empire austro-hongrois qui l'a sollicité. 
Elles furent éditées en traduction française chez Bernard Grasset en 1937. C'est Kappus lui-même qui souhaita publier ces lettres, en mémoire de la mort de Rilke. La réédition de 1987 dans la collection des « Cahiers rouges » de Grasset souligne la portée de ce « véritable guide spirituel », de ce « manuel de la vie créatrice de portée universelle ». La réédition de 2020 par Erich Unglaub permet de mettre en regard les 13 lettres de Franz Xaver Kappus.

## Conseils d'un aîné
Franz Kappus n'a pas vingt ans lorsqu'il décide d'écrire à son aîné, auteur certes jeune (Rilke a 27 ans) mais jouissant déjà d'une certaine notoriété. En effet, il apprend en discutant avec l'aumônier de l'École militaire élémentaire de Sankt Pölten, où il étudie, que Rilke l'avait fréquentée avant lui. Fort de cette découverte, le jeune élève officier s'adresse au poète pour répondre à ses doutes, espérant trouver un confident susceptible de l'aider à surmonter l'alternative qui le tenaille : la carrière militaire ou les risques de la poésie. « Je n’avais pas encore vingt ans et j’étais sur le point d’embrasser un métier que je ressentais comme exactement contraire à mes inclinations », écrit-il en 1929. Rilke répond au désarroi de son puîné en ces termes : « Vous demandez si vos vers sont bons. C'est à moi que vous posez la question. Vous en avez interrogé d'autres auparavant. Vous les envoyez à des revues. Vous les comparez à d'autres poèmes, et vous vous inquiétez si certaines rédactions refusent vos essais. Or (puisque vous m'avez autorisé à vous conseiller), je vous invite à laisser tout cela. »

## Œuvre du «vouloir écrire»
La correspondance se consacre très peu aux problématiques techniques de la création poétique. Le maître poète renvoie sans cesse son élève à lui-même afin de l'aider à « passer » vers le monde adulte et d'advenir à soi-même : « Mais l'apprentissage est toujours une longue période, une durée à part », peut-on lire dans la septième lettre. Il est davantage questions de thèmes connexes à la création : « la solitude et la maîtrise intelligente de cette dernière, la saisie authentique du monde, l’amour – sensuel, charnel, et sublime -, la tristesse et la mélancolie, l’acceptation d’une certaine forme d’intégration superficielle – juste de quoi dépasser l’opposition vaine entre conformisme et anticonformisme, - l’acceptation de ce qu’on est véritablement », comme le note Marc B. de Launay dans sa présentation de l'ouvrage.
Pour cette raison-même, les Lettres à un jeune poète de Rilke sont considérées par le critique et écrivain Roland Barthes comme une « œuvre du Vouloir Écrire (scripturire) » : l'un de ces textes qui permettent à ceux qui n'ont pas encore écrit, mais qui en ressentent le désir, sinon le besoin, de franchir le pas et de se lancer dans une carrière d'écriture.

## Poésie comme recherche d'une vérité intime
« Rentrez en vous-même. Cherchez la raison qui, au fond, vous commande d'écrire. […] Creusez en vous-même jusqu'à trouver la raison la plus profonde. […] Et si de ce retournement vers l'intérieur, de cette plongée vers votre propre monde, des vers viennent à surgir, vous ne penserez pas à demander à quiconque si ce sont de bons vers. »
Le succès des Lettres à un jeune poète tient certainement à cette dimension 
quasi universelle de la réflexion du poète. Rilke explore la raison intime qui détermine les choix d'existence que tout un chacun peut découvrir en soi. La création artistique apparaît, sous la plume de Rilke, comme l'acceptation de ce que l'on est véritablement. La poésie apparaît comme saisie authentique du monde, comme expression d'une expérience vécue et assumée: expérience de la solitude, de l'amour, de la tristesse, de la mélancolie, du conformisme et de l'anticonformisme.
Ainsi peut-on lire dans sa dernière lettre : 
« Dans toute situation réelle, on est plus proche de l'art, plus voisin de lui que dans les irréelles professions semi-artistiques qui, en faisant croire qu'elles touchent à l'art de près, en nient pratiquement l'existence et l'agrément, comme fait par exemple le journalisme tout entier et presque toute la critique et les trois quarts de ce que l'on nomme littérature et qui veut être nommé ainsi. Je me réjouis, en un mot, de voir que vous avez évité de tomber dans ces pièges et que vous restez vaillant et solitaire au milieu d'une dure réalité. »

## Influence culturelle
Il est fait référence à ce livre dans le film Sister Act 2, lorsque sœur Mary Clarence, jouée par Whoopi Goldberg parle à Rita Watson, jouée par Lauryn Hill. Elle lui explique brièvement que le jeune homme qui écrit les lettres dans le livre cherche à savoir s'il peut se considérer comme poète et l'auteur lui répond que "si le matin en se levant, la première chose qu'il fait, c'est de la poésie, alors il est poète". Et la sœur Mary Clarence finit en ajoutant que c'est pareil pour Rita, "si la première chose qu'elle fait en se levant le matin, c'est de chanter, alors elle est chanteuse". Elle donne ensuite le livre à Rita et on la voit le lire plus tard dans sa chambre.

## Éditions, Notes et références

### Editions
Livres-audio :
- aux éditions Gallimard (coll. Écoutez lire), 2013  (ISBN 9-782070-774838). Sélection de 8 lettres lues par Denis Podalydès (1h10)
- aux éditions Audiolib, 2021 (ISBN 9791035404406). Lettres lues par Barbara (1h15).